# Heterogamasus
Heterogamasus – rodzaj roztoczy z kohorty żukowców i rodziny Ologamasidae.

## Morfologia
Pajęczaki o ciele podzielonym na gnatosomę i idiosomę. Gnatosoma ma pięcioczłonowe nogogłaszczki z członem ostatnim zaopatrzonym w trójwierzchołkowy pazurek. Epistom pozbawiony jest maczugowatego wyrostka środkowo-przedniego. Idiosoma od wierzchu nakryta jest dwoma wyraźnie oddzielonymi tarczkami: podonotalną nad podosomą (na prodorsum) i opistonotalną nad opistosomą (na postdorsum). Żadna spośród szczecinek grzbietowej strony idiosomy nie jest gęsto owłosiona. Po grzbietowej stronie podosomy znajduje się mniej niż 25 par szczecinek. Szczecinki pierwszej pary w rzędach wewnętrznych prodorsum są wyraźnie dłuższe niż szczecinki trzeciej pary w rzędach krawędziowych prodorsum oraz szczecinki piątej pary w rzędach zewnętrznych postdorsum. Na spodzie opistosomy tarczki brzuszna i analna zlane są w tarczkę wentro-analną, która to nie jest zrośnięta z tarczką opistonotalną. Szczecinki preanalne są wykształcone. Przetchlinki sięgają ku przodowi co najmniej do środka wysokości drugiej pary bioder. Odnóża czwartej pary mają dziewięć lub dziesięć szczecinek na kolanach i goleniach.

## Taksonomia
Takson ten wprowadzony został w 1907 roku przez Ivara O.H. Trägårdha, wówczas z H. claviger jako jedynym gatunkiem.
Do rodzaju tego należy 5 opisanych gatunków:
- Heterogamasus calcarellus Lee, 1967
- Heterogamasus claviger Tragardh, 1907
- Heterogamasus euarmatus Karg, 1977
- Heterogamasus inermus Karg, 1977
- Heterogamasus spinosissimus (Balogh, 1963)